# Федько Богдан Олександрович
Богда́н Олекса́ндрович Федько́ (1996—2022) — старший солдат збройних сил України, учасник російсько-української війни, кавалер ордена «За мужність» III ступеня.

## Життєпис
Народився 26 грудня 1996 року в селі Хмелів Роменського району Сумської області. Закінчив Глухівський медичний фаховий коледж, здобув спеціальність. Після одруження переїхав у село Береза.
У віці 22 років підписав контракт на військову службу у Збройних силах України.
Загинув 11 травня 2022 року в селі Довгеньке Харківській області.
Без Богдана лишились батьки, дружина, маленька донька.
Похований у селі Хмелів.

## Нагороди
- Орден «За мужність» III ступеня[2].